# Guy (Steve Earl)
Guy is een studioalbum van de Amerikaanse singer-songwriter Steve Earle en zijn band The Dukes. Zij namen het album op als eerbetoon aan de folkzanger, liedschrijver en muzikant Guy Clark. Op het album staan covers van 16 songs van Guy Clark.

## Achtergrond
Steve Earle (geboren in 1955) is in zijn muzikale loopbaan sterk beïnvloed door de country- en folkmuzikanten Townes Van Zandt (1944-1997) en Guy Clark (1941-2016). Hij heeft in 2009 een album opgedragen aan Townes Van Zandt waarop 15 van diens beste songs staan. Tien jaar later heeft hij een album uitgebracht met 16 songs van Guy Clark. Hij vindt zelf dat hij dit wel moest doen, want: "When I get to the other side, I didn’t want to run into Guy having made the Townes-record and not one about him." Voor zijn album Townes heeft Steve Earle indertijd een Grammy Award for Best Folk Recording ontvangen.
Steve Earle is al op jonge leeftijd begonnen met zijn muzikale loopbaan en maakte als tiener al deel uit van de begeleidingsband van Guy Clark, waar hij Rodney Crowell verving als bassist. In 1986 heeft hij zijn debuutalbum Guitar Town opgenomen. Met die plaat heeft hij de eerste plaats behaald in de Amerikaanse Country charts. Steve Earle heeft een Grammy Award gekregen voor zijn albums The Revolution Starts...Now. (uit 2004), Washington Square Serenade (2007) en Townes (2009). Diverse nummers van hem zijn gecoverd door prominente muzikanten zoals Johnny Cash, Willie Nelson, Waylon Jennings, Joan Baez, Bob Seger en Emmylou Harris.

## Muziek
Op dit album staan zowel stevige countryrocksongs (zoals Out in the Parking Lot) als gevoelige en ingetogen nummers (zoals That Old Time Feeling). De meeste songs zijn oorspronkelijk door Guy Clark op de plaat gezet tussen 1975 en 1995. Van de zestien songs op dit album zijn er zes waarvan het origineel op Guy Clark’s debuutalbum Old No. 1 uit 1975 staat, waaronder de klassiekers L.A. Freeway en Desperados Waiting for a Train. Het album sluit met het gevoelige Old Friends waarbij de coupletten worden gesproken (parlando) en het refrein wordt gezongen. Het middenstuk wordt a capella gezongen.
Alle nummers zijn geschreven door Guy Clark, tenzij het anders vermeld staat.

## Tracklist
| Nr. | Titel                                                  | Duur |
| --- | ------------------------------------------------------ | ---- |
| 1.  | Dublin Blues                                           | 3:49 |
| 2.  | L.A. Freeway                                           | 4:06 |
| 3.  | Texas 1947                                             | 3:15 |
| 4.  | Desperados Waiting for a Train                         | 4:35 |
| 5.  | Rita Ballou                                            | 3:13 |
| 6.  | The Ballad of Laverne and Captain Flint                | 4:04 |
| 7.  | The Randall Knife                                      | 3:59 |
| 8.  | Anyhow I Love You                                      | 3:05 |
| 9.  | That Old Time Feeling                                  | 5:03 |
| 10. | Heartbroke                                             | 2:43 |
| 11. | The Last Gunfighter Ballad                             | 3:22 |
| 12. | Out in the Parking Lot (Guy Clark,James Scott)         | 2:40 |
| 13. | She Ain’t Going Nowhere                                | 3:48 |
| 14. | Sis Draper (Guy Clark, Shawn Camp)                     | 3:26 |
| 15. | New Cut Road                                           | 4:15 |
| 16. | Old Friends (Guy Clark, Richard Dobson, Suzanna Clark) | 4:56 |

## Muzikanten
De begeleidingsband The Dukes bestaat uit: 
- Bas – Kelley Looney
- Drums, percussie – Brad Pemberton
- Gitaar, mandoline, zang – Steve Earle
- Gitaar, zang – Chris Masterson
- Pedaalsteelgitaar, zang - Ricky Ray Jackson
- Viool, mandoline, tenorgitaar, zang – Eleanor Whitmore

Overige muzikanten op dit album zijn:
- Akoestische gitaar, zang – Gary Nicholson, Verlon Thompson
- Mandoline, zang – Shawn Camp
- Zang – Emmylou Harris, Jerry Jeff Walker, Jo Harvey Allen, Rodney Crowell en Terry Allen

## Productie
Het album is geproduceerd door Steve Earle behalve Out in the Parking Lot, dat is geproduceerd door the Twangtrust (Steve Earle en zijn vaste producer Ray Kennedy). Die heeft ook albums geproduceerd van Lucinda Williams, Joan Baez, Jackson Browne, John Hiatt, Patty Griffin en veel andere prominente artiesten. Ray Kennedy is vijf maal bekroond met een Grammy Award.
Het album Guy is opgenomen in House of the Blues Studios in Nashville (Tennessee). In die studio zijn ook albums opgenomen van onder meer American Aquarium, DeLa Soul, Don Henley en Emmylou Harris & Rodney Crowell. De plaat is gemixt en gemasterd door Ray Kennedy in de Roam and Board Studio in Nashville met de geluidstechnici Jacob Sciba, Joseph Holguin en Lance Allen.
De Amerikaanse site AllMusic waardeerde dit album met drie en een halve ster (het maximum is vijf). Het Nederlandse muziekmagazine Lust for Life gaf dit album vier sterren.
Dit album is verschenen op cd en lp. De discografie is te raadplegen op Discogs en AllMusic (zie bronnen en referenties).